# 每日镜报 (德国)
《每日镜报》（德語：Der Tagesspiegel）是一份德国全国性日报，在美国华盛顿特区和德国波茨坦设有区域办事处。自东西德统一以来，是德国首都柏林唯一发行量增加的主要报纸，发行量达到148,000份。

## 历史和简介
《每日镜报》由埃里克·雷格、瓦尔特·卡尔施和埃德温·雷德斯洛布于1945年9月27日创立，总部位于柏林克罗伊茨贝格地区的阿斯坎尼广场，距离波茨坦广场和柏林墙的旧址大约600米。
《每日镜报》曾经有45年由一家独立信托公司持有。 1993年报纸被霍尔茨布林克出版集团收购。目前的出版商是迪特尔·冯·霍尔茨布林克，主编斯特凡-安德烈亚斯·卡斯多夫和洛伦茨·马罗尔德特。  皮埃尔·格肯斯、 乔瓦尼·迪洛伦佐和赫尔曼·鲁道夫曾是该报的编辑。报纸著名作者包括巴斯·卡斯特和哈拉尔德·马滕施泰因等。
由于1948年的封锁，报纸停止在东柏林和勃兰登堡发行，主要读者群位于西柏林。 2005年，报纸被纽约新闻设计协会授予世界最佳设计报纸奖。它由霍尔茨布林克出版集团旗下的每日镜报出版公司持有。 2009 年，迪特尔·冯·霍尔茨布林克从霍尔茨布林克手中收购了《每日镜报》和《商报》。 
2005年至2008年，美国记者迈克尔·斯卡图罗（Michael Scaturro）负责主编英文版的每日镜报，即柏林报（The Berlin Paper）。 
2007年和 2008 年，《每日镜报》的华盛顿特区记者克里斯托夫·冯·马沙尔因报道巴拉克·奥巴马总统竞选而在德国和美国为人所知。他出版了一本书名为《巴拉克·奥巴马：黑人肯尼迪》（Barack Obama – Der schwarze Kennedy）。 这本书在德国很畅销，之前也有其他德国评论员对这两个美国人进行了比较。 